# 2018-as Formula–1 amerikai nagydíj
Az amerikai nagydíj volt a 2018-as Formula–1 világbajnokság tizennyolcadik futama, amelyet 2018. október 19. és október 21. között rendeztek meg a Circuit of the Americas versenypályán, Austinban.

## Választható keverékek
| Abroncs            | Friss | Használt |
| ------------------ | ----- | -------- |
| Lágy keverék       |       |          |
| Szuperlágy keverék |       |          |
| Ultralágy keverék  |       |          |
| Átmeneti esőgumi   |       |          |
| Teljes esőgumi     |       |          |

## Szabadedzések

### Első szabadedzés
Az amerikai nagydíj első szabadedzését október 19-én, pénteken délelőtt tartották, esős körülmények között.
| helyezés | versenyző         | csapat/motor         | elért idő | különbség | futott kör |
| -------- | ----------------- | -------------------- | --------- | --------- | ---------- |
| 1        | Lewis Hamilton    | Mercedes             | 1:47,502  | −         | 6          |
| 2        | Valtteri Bottas   | Mercedes             | 1:48,806  | +1,304    | 7          |
| 3        | Max Verstappen    | Red Bull-TAG Heuer   | 1:48,847  | +1,345    | 9          |
| 4        | Daniel Ricciardo  | Red Bull-TAG Heuer   | 1:49,326  | +1,824    | 9          |
| 5        | Sebastian Vettel  | Ferrari              | 1:49,489  | +1,987    | 18         |
| 6        | Kimi Räikkönen    | Ferrari              | 1:49,928  | +2,426    | 20         |
| 7        | Carlos Sainz Jr.  | Renault              | 1:50,665  | +3,163    | 8          |
| 8        | Romain Grosjean   | Haas-Ferrari         | 1:50,821  | +3,319    | 10         |
| 9        | Charles Leclerc   | Sauber-Ferrari       | 1:50,961  | +3,459    | 14         |
| 10       | Marcus Ericsson   | Sauber-Ferrari       | 1:51,016  | +3,514    | 14         |
| 11       | Fernando Alonso   | McLaren-Renault      | 1:51,036  | +3,534    | 9          |
| 12       | Lando Norris      | McLaren-Renault      | 1:51,232  | +3,730    | 9          |
| 13       | Pierre Gasly      | Toro Rosso-Honda     | 1:51,234  | +3,732    | 19         |
| 14       | Sergio Pérez      | Force India-Mercedes | 1:51,459  | +3,957    | 18         |
| 15       | Szergej Szirotkin | Williams-Mercedes    | 1:51,589  | +4,087    | 14         |
| 16       | Kevin Magnussen   | Haas-Ferrari         | 1:51,614  | +4,112    | 15         |
| 17       | Esteban Ocon      | Force India-Mercedes | 1:51,655  | +4,153    | 17         |
| 18       | Nico Hülkenberg   | Renault              | 1:51,717  | +4,215    | 7          |
| 19       | Lance Stroll      | Williams-Mercedes    | 1:51,896  | +4,394    | 14         |
| 20       | Sean Gelael       | Toro Rosso-Honda     | 1:52,625  | +5,123    | 21         |

### Második szabadedzés
Az amerikai nagydíj második szabadedzését október 19-én, pénteken délután tartották, esős körülmények között.
| helyezés | versenyző         | csapat/motor         | elért idő  | különbség | futott kör |
| -------- | ----------------- | -------------------- | ---------- | --------- | ---------- |
| 1        | Lewis Hamilton    | Mercedes             | 1:48,716   | −         | 3          |
| 2        | Pierre Gasly      | Toro Rosso-Honda     | 1:49,728   | +1,012    | 10         |
| 3        | Max Verstappen    | Red Bull-TAG Heuer   | 1:49,798   | +1,082    | 5          |
| 4        | Fernando Alonso   | McLaren-Renault      | 1:51,728   | +3,012    | 3          |
| 5        | Nico Hülkenberg   | Renault              | 1:52,208   | +3,492    | 6          |
| 6        | Brendon Hartley   | Toro Rosso-Honda     | 1:52,505   | +3,789    | 19         |
| 7        | Marcus Ericsson   | Sauber-Ferrari       | 1:53,070   | +4,354    | 9          |
| 8        | Stoffel Vandoorne | McLaren-Renault      | 1:53,354   | +4,638    | 10         |
| 9        | Kimi Räikkönen    | Ferrari              | 1:53,443   | +4,727    | 7          |
| 10       | Sebastian Vettel  | Ferrari              | 1:53,912   | +5,196    | 8          |
| 11       | Charles Leclerc   | Sauber-Ferrari       | 1:54,101   | +5,385    | 9          |
| 12       | Lance Stroll      | Williams-Mercedes    | 1:54,637   | +5,921    | 5          |
| 13       | Sergio Pérez      | Force India-Mercedes | 1:54,963   | +6,247    | 6          |
| 14       | Esteban Ocon      | Force India-Mercedes | 1:55,348   | +6,632    | 6          |
| 15       | Szergej Szirotkin | Williams-Mercedes    | 1:55,446   | +6,730    | 8          |
| 16       | Carlos Sainz Jr.  | Renault              | idő nélkül | –         | 2          |
| 17       | Daniel Ricciardo  | Red Bull-TAG Heuer   | idő nélkül | –         | 0          |
| 18       | Romain Grosjean   | Haas-Ferrari         | idő nélkül | –         | 0          |
| 19       | Kevin Magnussen   | Haas-Ferrari         | idő nélkül | –         | 0          |
| 20       | Valtteri Bottas   | Mercedes             | idő nélkül | –         | 0          |

### Harmadik szabadedzés
Az amerikai nagydíj harmadik szabadedzését október 20-án, szombaton délelőtt tartották.
| helyezés | versenyző         | csapat/motor         | elért idő | különbség | futott kör |
| -------- | ----------------- | -------------------- | --------- | --------- | ---------- |
| 1        | Sebastian Vettel  | Ferrari              | 1:33,797  | −         | 20         |
| 2        | Kimi Räikkönen    | Ferrari              | 1:33,843  | +0,046    | 21         |
| 3        | Lewis Hamilton    | Mercedes             | 1:33,870  | +0,073    | 23         |
| 4        | Valtteri Bottas   | Mercedes             | 1:34,556  | +0,759    | 21         |
| 5        | Max Verstappen    | Red Bull-TAG Heuer   | 1:34,703  | +0,906    | 21         |
| 6        | Daniel Ricciardo  | Red Bull-TAG Heuer   | 1:34,910  | +1,113    | 20         |
| 7        | Charles Leclerc   | Sauber-Ferrari       | 1:35,365  | +1,568    | 21         |
| 8        | Sergio Pérez      | Force India-Mercedes | 1:35,411  | +1,614    | 21         |
| 9        | Carlos Sainz Jr.  | Renault              | 1:35,450  | +1,653    | 21         |
| 10       | Romain Grosjean   | Haas-Ferrari         | 1:35,468  | +1,671    | 19         |
| 11       | Esteban Ocon      | Force India-Mercedes | 1:35,562  | +1,765    | 22         |
| 12       | Pierre Gasly      | Toro Rosso-Honda     | 1:35,713  | +1,916    | 27         |
| 13       | Kevin Magnussen   | Haas-Ferrari         | 1:35,770  | +1,973    | 19         |
| 14       | Nico Hülkenberg   | Renault              | 1:35,882  | +2,085    | 19         |
| 15       | Marcus Ericsson   | Sauber-Ferrari       | 1:36,000  | +2,203    | 21         |
| 16       | Lance Stroll      | Williams-Mercedes    | 1:36,188  | +2,391    | 21         |
| 17       | Szergej Szirotkin | Williams-Mercedes    | 1:36,193  | +2,396    | 20         |
| 18       | Stoffel Vandoorne | McLaren-Renault      | 1:36,302  | +2,505    | 23         |
| 19       | Brendon Hartley   | Toro Rosso-Honda     | 1:36,330  | +2,533    | 26         |
| 20       | Fernando Alonso   | McLaren-Renault      | 1:36,332  | +2,535    | 20         |

## Időmérő edzés
Az amerikai nagydíj időmérő edzését október 20-án, szombaton futották.
| helyezés              | rajtszám | versenyző         | csapat/motor         | 1. rész  | 2. rész    | 3. rész  | rajthely | futott kör |
| --------------------- | -------- | ----------------- | -------------------- | -------- | ---------- | -------- | -------- | ---------- |
| 1                     | 44       | Lewis Hamilton    | Mercedes             | 1:34,130 | 1:33,480   | 1:32,237 | 1        | 20         |
| 2                     | 5        | Sebastian Vettel  | Ferrari              | 1:34,569 | 1:33,079   | 1:32,298 | 5[1]     | 18         |
| 3                     | 7        | Kimi Räikkönen    | Ferrari              | 1:34,703 | 1:32,884   | 1:32,307 | 2        | 15         |
| 4                     | 77       | Valtteri Bottas   | Mercedes             | 1:34,518 | 1:33,702   | 1:32,616 | 3        | 17         |
| 5                     | 3        | Daniel Ricciardo  | Red Bull-TAG Heuer   | 1:34,755 | 1:34,185   | 1:33,494 | 4        | 14         |
| 6                     | 31       | Esteban Ocon      | Force India-Mercedes | 1:34,876 | 1:34,522   | 1:34,145 | 6        | 18         |
| 7                     | 27       | Nico Hülkenberg   | Renault              | 1:34,932 | 1:34,564   | 1:34,215 | 7        | 18         |
| 8                     | 8        | Romain Grosjean   | Haas-Ferrari         | 1:34,892 | 1:34,419   | 1:34,250 | 8        | 17         |
| 9                     | 16       | Charles Leclerc   | Sauber-Ferrari       | 1:35,069 | 1:34,255   | 1:34,420 | 9        | 17         |
| 10                    | 11       | Sergio Pérez      | Force India-Mercedes | 1:35,193 | 1:34,525   | 1:34,594 | 10       | 17         |
| 11                    | 55       | Carlos Sainz Jr.  | Renault              | 1:34,891 | 1:34,566   |          | 11       | 12         |
| 12                    | 20       | Kevin Magnussen   | Haas-Ferrari         | 1:34,972 | 1:34,732   |          | 12       | 12         |
| 13                    | 10       | Pierre Gasly      | Toro Rosso-Honda     | 1:34,850 | idő nélkül |          | 19[2]    | 13         |
| 14                    | 28       | Brendon Hartley   | Toro Rosso-Honda     | 1:35,206 | idő nélkül |          | 20[3]    | 13         |
| 15                    | 33       | Max Verstappen    | Red Bull-TAG Heuer   | 1:34,766 | idő nélkül |          | 18[4]    | 4          |
| 16                    | 14       | Fernando Alonso   | McLaren-Renault      | 1:35,294 |            |          | 13       | 6          |
| 17                    | 35       | Szergej Szirotkin | Williams-Mercedes    | 1:35,362 |            |          | 14       | 6          |
| 18                    | 18       | Lance Stroll      | Williams-Mercedes    | 1:35,480 |            |          | 15       | 8          |
| 19                    | 9        | Marcus Ericsson   | Sauber-Ferrari       | 1:35,536 |            |          | 16       | 8          |
| 20                    | 2        | Stoffel Vandoorne | McLaren-Renault      | 1:35,735 |            |          | 17       | 6          |
| 107%-os idő: 1:40,719 |          |                   |                      |          |            |          |          |            |

Megjegyzés:
- ↑ 1:  — Sebastian Vettel az első szabadedzésen nem lassított eléggé a piros zászló hatálya alatt, ezért 3 rajthelyes büntetést kapott a futamra.[3]
- ↑ 2:  — Pierre Gasly autójába új belsőégésű motort, MGU-H-t, MGU-K-t és turbófeltöltőt szereltek be, ezért 25 rajthelyes büntetést kapott.[4]
- ↑ 3:  — Brendon Hartley autójába új belsőégésű motort, MGU-H-t és turbófeltöltőt szereltek be, valamint a sebességváltóját is kicserélték, ezért összesen 25 rajthelyes büntetést kapott.[4]
- ↑ 4:  — Max Verstappen autójában kicserélték a sebességváltót, ezért 5 rajthelyes büntetést kapott.[5]

## Futam
Az amerikai nagydíj futama október 21-én, vasárnap rajtolt.
| helyezés | rajtszám | versenyző         | csapat/motor         | futott kör | idő/kiesés oka   | rajthely | abroncs | pont |
| -------- | -------- | ----------------- | -------------------- | ---------- | ---------------- | -------- | ------- | ---- |
| 1        | 7        | Kimi Räikkönen    | Ferrari              | 56         | 1:34:18,643      | 2        |         | 25   |
| 2        | 33       | Max Verstappen    | Red Bull-TAG Heuer   | 56         | +1,281           | 18       |         | 18   |
| 3        | 44       | Lewis Hamilton    | Mercedes             | 56         | +2,342           | 1        |         | 15   |
| 4        | 5        | Sebastian Vettel  | Ferrari              | 56         | +18,222          | 5        |         | 12   |
| 5        | 77       | Valtteri Bottas   | Mercedes             | 56         | +24,744          | 3        |         | 10   |
| 6        | 27       | Nico Hülkenberg   | Renault              | 56         | +1:27,210        | 7        |         | 8    |
| 7        | 55       | Carlos Sainz Jr.  | Renault              | 56         | +1:34,994        | 11       |         | 6    |
| 8        | 11       | Sergio Pérez      | Force India-Mercedes | 56         | +1:41,080        | 10       |         | 4    |
| 9        | 28       | Brendon Hartley   | Toro Rosso-Honda     | 55         | +1 kör           | 20       |         | 2    |
| 10       | 9        | Marcus Ericsson   | Sauber-Ferrari       | 55         | +1 kör           | 16       |         | 1    |
| 11       | 2        | Stoffel Vandoorne | McLaren-Renault      | 55         | +1 kör           | 17       |         |      |
| 12       | 10       | Pierre Gasly      | Toro Rosso-Honda     | 55         | +1 kör           | 19       |         |      |
| 13       | 35       | Szergej Szirotkin | Williams-Mercedes    | 55         | +1 kör           | 14       |         |      |
| 14       | 18       | Lance Stroll      | Williams-Mercedes    | 54         | +2 kör           | 15       |         |      |
| ki       | 16       | Charles Leclerc   | Sauber-Ferrari       | 31         | baleseti sérülés | 9        |         |      |
| ki       | 3        | Daniel Ricciardo  | Red Bull-TAG Heuer   | 8          | akkumulátor      | 4        |         |      |
| ki       | 8        | Romain Grosjean   | Haas-Ferrari         | 2          | baleseti sérülés | 8        |         |      |
| ki       | 14       | Fernando Alonso   | McLaren-Renault      | 1          | baleset          | 13       |         |      |
| KIZ[1]   | 31       | Esteban Ocon      | Force India-Mercedes | 56         | +1:39,288        | 6        |         |      |
| KIZ[1]   | 20       | Kevin Magnussen   | Haas-Ferrari         | 56         | +1:40,657        | 12       |         |      |

Megjegyzés:
- ↑ 1:  — Esteban Ocont és Kevin Magnussent utólag kizárták a versenyből, mert az üzemanyagfogyasztásukat szabálytalannak találták (Oconnál az üzemanyag átfolyási sebessége volt nagyobb a megengedettnél, Magnussen pedig túllépte a 105 kg-os maximális fogyasztási határt). Ocon eredetileg a 8., Magnussen a 9. helyen ért célba a futamon.[7]

## A világbajnokság állása a verseny után
| H   | Versenyzők       | Pont | H   | Konstruktőrök        | Pont |
| --- | ---------------- | ---- | --- | -------------------- | ---- |
| 1.  | Lewis Hamilton   | 346  | 1.  | Mercedes             | 563  |
| 2.  | Sebastian Vettel | 276  | 2.  | Ferrari              | 497  |
| 3.  | Kimi Räikkönen   | 221  | 3.  | Red Bull-TAG Heuer   | 337  |
| 4.  | Valtteri Bottas  | 217  | 4.  | Renault              | 106  |
| 5.  | Max Verstappen   | 191  | 5.  | Haas-Ferrari         | 84   |
| 6.  | Daniel Ricciardo | 146  | 6.  | McLaren-Renault      | 58   |
| 7.  | Nico Hülkenberg  | 61   | 7.  | Force India-Mercedes | 47   |
| 8.  | Sergio Pérez     | 57   | 8.  | Toro Rosso-Honda     | 32   |
| 9.  | Kevin Magnussen  | 53   | 9.  | Sauber-Ferrari       | 28   |
| 10. | Fernando Alonso  | 50   | 10. | Williams-Mercedes    | 7    |

(A teljes táblázat)

## Statisztikák
- Vezető helyen:

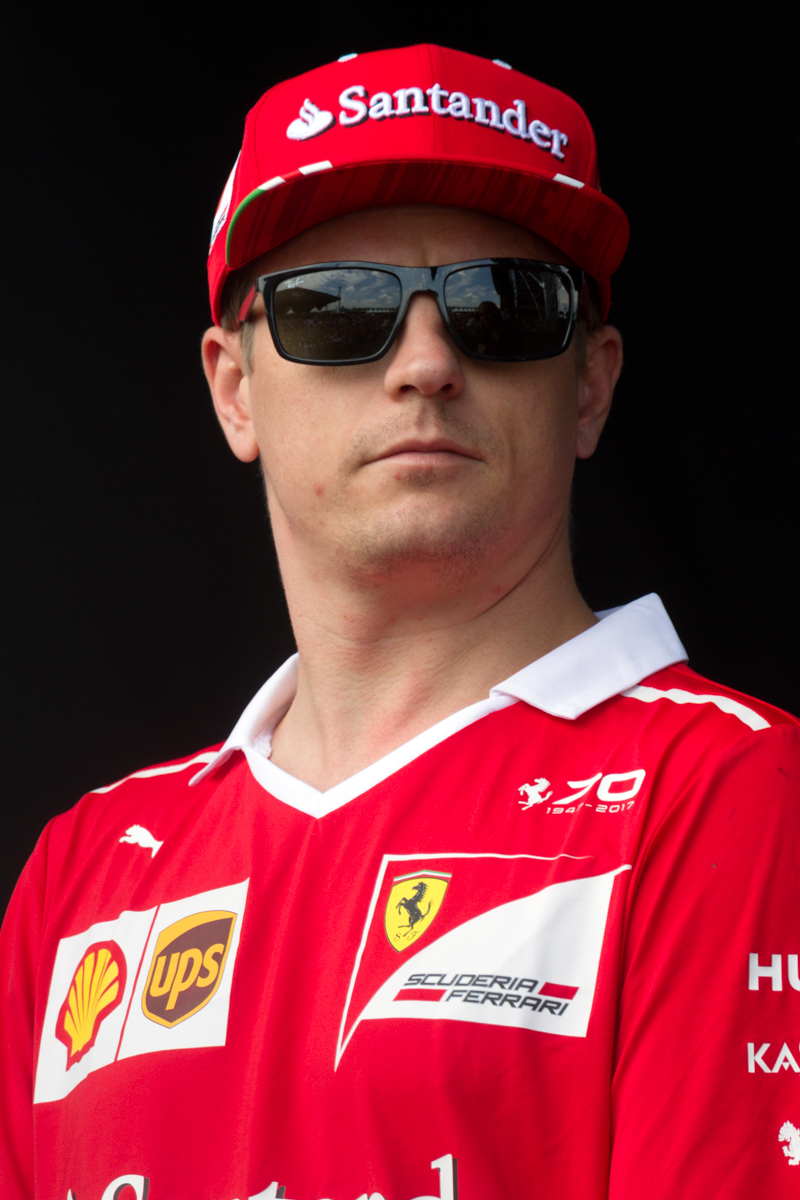
21. futamgyőzelmével Räikkönen lett a legeredményesebb finn versenyző a Formula–1 történetében

  - Kimi Räikkönen: 39 kör (1-10, 12-21 és 38-56)
  - Lewis Hamilton: 17 kör (11 és 22-37)
- Lewis Hamilton 81. pole-pozíciója és 41. versenyben futott leggyorsabb köre.
- Kimi Räikkönen 21. futamgyőzelme. Räikkönen korábban a 2013-as ausztrál nagydíjon győzött utoljára. Ezzel az elsőségével ő lett minden idők legeredményesebb finn versenyzője a futamgyőzelmek számát tekintve, megelőzve Mika Häkkinent.[8]
- A Ferrari 236. futamgyőzelme.
- Kimi Räikkönen 101., Max Verstappen 19., Lewis Hamilton 132. dobogós helyezése.